# Botarell
Botarell – gmina w Hiszpanii, w prowincji Tarragona, w Katalonii, o powierzchni 11,95 km². W 2011 roku gmina liczyła 1126 mieszkańców.